# Bothynacrum
Bothynacrum är ett släkte av skalbaggar. Bothynacrum ingår i familjen vivlar.
Kladogram enligt Catalogue of Life:
| Bothynacrum | \| \| Bothynacrum ochreonotatus \| \| \| \| \| \| Bothynacrum storeoides \| \| \| \| |
|             | \| \| Bothynacrum ochreonotatus \| \| \| \| \| \| Bothynacrum storeoides \| \| \| \| |
|             | Bothynacrum ochreonotatus                                                            |
|             |                                                                                      |
|             | Bothynacrum storeoides                                                               |
|             |                                                                                      |